# Monique Noirot
Monique Noirot (Talence, Francia; 10 de octubre de 1941) es una atleta francesa retirada especializada en la prueba de 400 m, en la que consiguió ser medallista de bronce europea en 1966.

## Carrera deportiva
En el Campeonato Europeo de Atletismo de 1966 ganó la medalla de bronce en los 400 metros, con un tiempo de 54.0 segundos, llegando a meta por detrás de la checoslovaca Anna Chmelková que batió el récord de los campeonatos con 52.9 segundos, y la húngara Antónia Munkácsi (plata también con 52.9 s).